# Решерш
Решерш, известен като Залива на островите е архипелаг до южния бряг на Западна Австралия. Групата се състои от 105 острова край южното крайбрежие на Западна Австралия. Островите се простират на 230 км (140 мили) от изток на запад и до 50 км (31 мили) край брега, обхващайки площ от приблизително 4000 квадратни километра (1544 кв мили). Западната група е близо до Есперанс, а източната група в Израелския залив. Те са разположени в крайбрежни води, част от които са обозначени за природен резерват "Архипелаг Решерш".
Състои се от 105 острова и други 1200 обекта, които пречат на корабоплаването. Простира се 230 км от изток на запад и 50 км от бреговата линия на Континентална Австралия.
Европейци за първи път изследват района през 1627 г. Островите на архипелага имат обща площ от 97,2 кв. км.

## История
Архипелагът Решерш показва доказателства за човешки живот, датиращи отпреди 13 000 години. Археолозите са открили древни артефакти на остров Солсбъри, масивен остатък от варовик, разположен на гранитен купол на 60 километра (37 мили) от брега, който включва каменни остриета, капани за гущери, глави на брадви, шлифовъчни камъни и гранитни дупки за поливане.
Европейските изследователи Франсоа Тийсен и Питер Нуйтс, плаващи по Гюлден Зеепаерт, картографират брега през 1627 година. Джордж Ванкувър също преминава през архипелага през 1791 година. Районът е наречен Архипелаг на Решерш (на френски: l'Archipel de la Recherche) от контраадмирал Жозеф Антуан д'Антрекасто през 1792 г. по време на френска експедиция в търсене на изчезналия мореплавател Жан-Франсоа Лаперуз, граф дьо Лаперуз. Името е взето от един от корабите на адмирала, Recherche ("Изследвания"). Заливът, където се намира днешния град Есперанс, е кръстен на другия му кораб, Espérance. Матю Флиндърс е първият, който изследва и картографира островите на архипелага през 1802 г. Флиндърс оставя две котви, когато напуска Средния остров през 1803 година. Те са открити и възстановени през 1973 г. от водолази. "Котвата на беседката" е изложена в Южноавстралийския морски музей, докато "Котвата на потока" може да се види в Националния музей на Австралия.
Ловци на тюлени и китоловци от различни британски колонии на австралийския континент посещават района поне от началото на 1820-те години. Единственият регистриран пират в Австралия, Блек Джак Андерсън, посещава архипелага през 1830-те години. Бивш китоловец, той става пиратството и предизвиква хаос в района, докато не е убит от екипажа си. Средният остров се счита за правилното място за лов на китове в залива през 1830-те и 1840-те години.
Архипелагът е известен като място на корабокрушения и други морски инциденти. Корабът Белинда е разбит край Средния остров в края на 1824 година. Екипажът неуспешно се опитва да стигне до Сидни с две лодки и в крайна сметка е спасен от товарния кораб Нерей. Шхуната Либерти спасява останките на следващата година, събирайки метални запаси и двете котви.
korabyt Алпинистът' (The Mountaineer) е потопен от залива Тистъл близо до нос Ле Гранд през 1835 г., докато се опитва да намери подслон от буря. 
Смята се, че кораба Родондо е разбит на рифа Полох край остров Солсбъри през 1895 г. Новозеландският фериботен параход SS Penguin е разбит през 1920 г. край Средния остров, докато се опитва да се подслони от буря. Корабът е спасен по-късно през следващата година. На 14 февруари 1991 г. товарния кораб Sanko Harvest потъва в архипелага като става вторият по големина потънал кораб в света.  Реакцията на замърсяването, причинено от останките, е съобщена скоро след това. 
Използването на района сега включва любителски и търговски риболов и корабоплаване от пристанището на Есперанс. Търговският риболов е предимно за абалони, южни скални омари, сардина и акули, а риболовният туризъм е утвърдена индустрия. 

## География
Архипелагът включва 105 обекта, класифицирани като острови, и повече от 1500 островчета. Островите на архипелага имат обща площ от 9 720 хектара (24 019 акра). Островите обикновено са съставени от гранитни разкрития, често със стръмни склонове и обикновено липсващи плажове. Брегът е подложен на някои от най-екстремните вълни в цяла Австралия, като енергията на вълната причинява абразия до 100 метра (328 фута) по време на бури. Средният остров с площ от 1080 хектара (2669 акра) е най-големият остров в архипелага.